# Discworld (herní série)

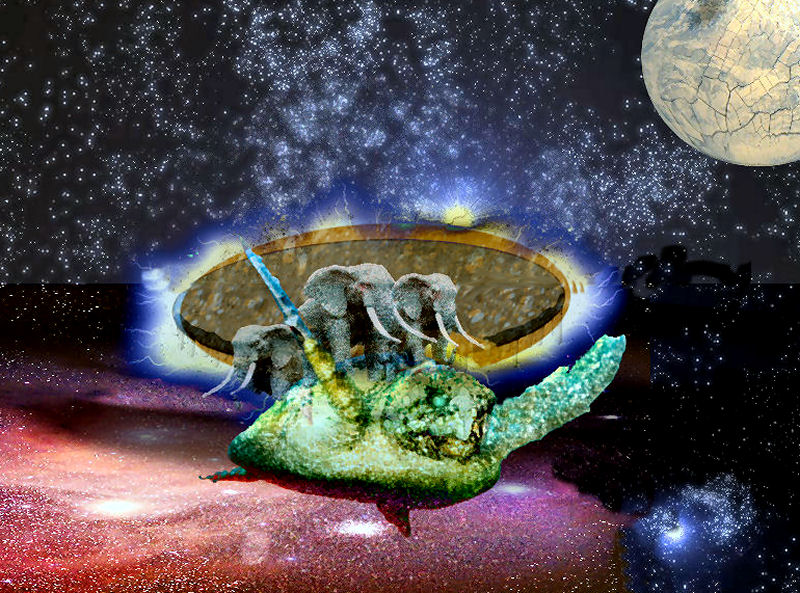
Zeměplocha na želvě plující vesmírem

Discworld (Zeměplocha) je třídílná série počítačových her. Hlavní postavu prvních dvou her namluvil Eric Idle, člen komediální skupiny Monty Python. Ve třetím díle ho vystřídal Rob Brydon.

## Discworld (1. hra série)
Discworld je grafická point-and-click adventura naprogramována firmami Teeny Weeny Games a Perfect 10 Productions v polovině roku 1995. Děj se odehrává ve zvláštním fantasy světě zvaném Zeměplocha, fiktivním světě ležícím na hřbetě želvy plující vesmírem. jejímž tvůrcem je Terry Pratchett. Scénář je založen na jeho knize Stráže! Stráže!.
Hra se odehrává v Ankh-Morporku, největším městě Zeměplochy, kde se objeví drak. Ovládáte mága jménem Mrakoplaš, který dostal za úkol od arcikancléře Neviditelné univerzity draka zneškodnit. Mrakoplaše doprovází bedna s nožičkami. Zjistíte, že draka vyvolalo tajemné bratrstvo. Draka sice vypátráte, ale zabít ho nedokážete. Drak váš požádá o pomoc najít šest zlatých předmětů, které mohou zlomit kontrolu bratrstva nad drakem. Po přinesení předmětů ovšem drak i nadále hodlá terorizovat město a budete ho bude muset sám zneškodnit.

## Discworld II (2. hra série)
Discworld II: Missing Presumed…!? (v Severní Americe jako Discworld II: Mortality Bytes!) je v pořadí druhá grafická point-and-click adventura této série, odehrávající se rovněž na Zeměploše Terryho Pratchetta. Hra byla naprogramována společností Perfect Entertainment a publikována společností Psygnosis v roce 1996.
Ve hře Discworld II se hráč znovu setkává s mágem Mrakoplašem, který má tentokrát za úkol najít Smrtě a přimět ho k návratu ke svému povolání. Scénář se zakládá na množství knih s tematikou Zeměplochy, například Sekáč, Pohyblivé obrázky, Dámy a pánové a Poslední kontinent.
Vše začíná na tiché ankh-morporské ulici, kde Mrakoplaš a knihovník nevysvětlitelně nezemřou na následky exploze. Nejsou však sami. Po celém městě se objevují případy neumírajících. Někdo musí najít Smrtě. Situace donutí arcikancléře Neviditelné univerzity přerušit obvyklé hodování a začít něco dělat, totiž na tento úkol vyslat Mrakoplaše.

## Discworld Noir (3. hra série)
Třetí hra Discworld Noir je na rozdíl od předešlých her s tematikou Zeměplochy hlavně parodií na filmový žánr noir. Scénář hry se odehrává ve městě Ankh-Morpork, ale nepodobá se žádné vydané knize. Hlavním hrdinou je Lewton, první zeměplošský soukromý detektiv. Hra vyšla v roce 1999, stejně jako předešlé díly na PC a PlayStation.